# Yoshimasa Hiraike
Yoshimasa Hiraike (平池芳正 Hiraike Yoshimasa?, nacido el 16 de noviembre) es un director de anime japonés. 
Es conocido por dirigir la segunda temporada de Kaleido Star, Amagami SS y la primera temporada de WORKING!!. Ha trabajado en muchas ocasiones con el director Junichi Sato.

## Anime
- 1996: Saber Marionette - Asistente de producción
- 1999-2000: Excel Saga - Director de episodio (Eps. 7, 12, 17, 22 y 25)
- 2001: Prétear - Director de episodio (Eps. 4 y 8)
- 2001-2002: Vandread: The Second Stage - Director de episodio (Ep. 5)
- 2002: Final Fantasy: Unlimited - Director de episodio (Ep. 25)
- 2002: Saikano - Director de episodio, Storyboard
- 2003: Kaleido Star - Director asistente, Director de episodio (Eps. 2, 13 y 18), Storyboard (Ep. 2)
- 2003-2004: Kaleido Star: New Wings - Director, Director de episodio (Eps. 40 y 50), Storyboard (Eps. 29 y 40)
- 2005-2006: Solty Rei - Director
- 2006: Aria The Natural: Guionista, Director de episodio y Storyboard (Eps. 15 y 22)
- 2007: Sketchbook ~full color'S~ - Director, Director de episodio (Ep. 13), Storyboard (Eps. 1 y 6)
- 2010: WORKING!! - Director, Composición, Guionista (Eps. 1 y 2), Storyboard (Eps. 1 y 2)
- 2010: Mayoi Neko Overrun! - Director (Ep. 3)
- 2010: Amagami SS - Director
- 2012: AKB0048 - Director
- 2014: Gugure! Kokkuri-san - Director
- 2022: Kuro no Shōkanshi - Director y guinoista